# Krejbjerg Kirketomt
Krejbjerg Kirketomt er en kirketomt/ødekirke, kaldet Krejbjerg Kirke, på en forhøjning på mark. Tomten henligger i tilgroet med græs med enkelte grundsten og en mindesten er opsat på tomten. Tomten måler ca 27 x 19 m. På højen hvor kirketomten ligger er der et fikspunkt fra Geodætisk Institut.
- Mindestenen på Krejbjerg Kirketomt
- Fikspunktet på Krejbjerg Kirketomt